# オンズロー伯爵
オンズロー伯爵（Earl of Onslow）は、連合王国貴族の伯爵位。ホイッグ党の政治家だった第4代オンズロー男爵ジョージ・オンズローが1801年に叙されたのに始まる。

## 歴史
ピューリタン革命前から王政復古後にわたって長きにわたり下院議員を務めたアーサー・オンズロー(1624-1688)は、1674年5月8日にイングランド準男爵位(サリー州における西クランドンの)準男爵(Baronet, "of West Clandon,  in the County of Surrey")に叙せられた
その息子である第2代準男爵リチャード・オンズロー(1654–1717)も長きにわたって下院議員を務め、1708年から1710年にかけて下院議長を務め、1714年から1715年にかけては財務大臣を務めた。その後、1716年6月19日にグレートブリテン貴族爵位シュロップシャー州におけるオンズロー、およびサリー州におけるクランドンのオンズロー男爵(Baron Onslow, of Onslow in the County of Shropshire and Clandon in the County of Surrey)に叙されて貴族院議員に列した。この爵位は特別継承者(special remainder)の規定により叔父とその男系男子への継承を認めていた
その孫の3代オンズロー男爵リチャード・オンズロー(1715–1776)の死後は、特別継承者の規定に基づき、はとこ(初代準男爵に遡っての分流)にあたるジョージ・オンズロー(1731–1814)が4代オンズロー男爵を継承した。彼はこの襲爵前にホイッグ党の下院議員として活躍し、1776年5月20日にグレートブリテン貴族爵位サリー州におけるインバーコートのクランリー男爵(Baron Cranley, of Imbercourt in the County of Surrey)に叙されて貴族院議員に列していた。この直後の1776年10月8日にオンズロー男爵位を襲爵し、さらに1801年6月19日に連合王国貴族爵位シュロップシャー州におけるオンズローのオンズロー伯爵(Earl of Onslow, of Onslow in the County of Shropshire)とサリー州におけるクランリーのクランリー子爵(Viscount Cranley, of Cranley in the County of Surrey)に叙された。
フランスの作曲家のジョルジュ・オンスローは、同性愛スキャンダルでフランスへ亡命した初代伯のヤンガーサンエドワード・オンズローの息子にあたる。
初代伯の玄孫にあたる4代オンズロー伯ウィリアム・ヒラー・オンズロー(1853–1911)は、保守党貴族院の政治家として政府役職を歴任した。1889年から1892年にかけてはニュージーランド総督を務めている。
その息子の5代オンズロー伯リチャード・ウィリアム・アラン・オンズロー(1876–1945)も保守党貴族院の政治家として陸軍省政務次官(在職1924年-1928年)や支払長官(在職1928年-1929年)などの政府役職を歴任した。
その息子の6代オンズロー伯ウィリアム・アーサー・バンプフィルド・オンズロー(1913–1971)も保守党貴族院の政治家として1951年から1960年にかけて近衛ヨーマン隊長(貴族院与党副幹事長)を務めた。
その息子の7代オンズロー伯マイケル・ウィリアム・コプルストン・ディロン・オンズロー(1938–2011)は、1999年の貴族院改革で世襲貴族の議席が92議席に制限された後も世襲貴族枠の貴族院議員に残された。
その息子の8代オンズロー伯ルパート・チャールズ・ウィリアム・ブラード・オンズロー(1967-)が2018年現在の当主である。
本邸はサリー州にあるクラレンドン・パーク・ハウス。モットーは「ゆっくり急げ(Festina Lente)」これは家名の「オンズロー」（On-slow）とかけた駄洒落による

## 現当主の保有爵位/準男爵位
現当主ルパート・チャールズ・ウィリアム・ブラード・オンズローは以下の爵位・準男爵位を保有している。
- シュロップシャー州におけるオンズローの第8代オンズロー伯爵 (8th Earl of Onslow, of Onslow in the County of Shropshire)
(1801年6月19日の勅許状の連合王国貴族爵位)
- サリー州におけるクランリーの第8代クランリー子爵 (8th Viscount Cranley, of Cranley in the County of Surrey)
(1801年6月19日にの勅許状による連合王国貴族爵位)
- サリー州におけるクランドンの、およびシュロップシャー州におけるオンスローの第11代オンズロー男爵 (11th Baron Onslow, of Onslow in the County of Shropshire and of Clandon in the County of Surrey)
(1716年6月19日の勅許状によるグレートブリテン貴族爵位)
- サリー州におけるインバーコートの第8代クランリー男爵 (8th Baron Cranley, of Imbercourt in the County of Surrey)
(1776年5月20日の勅許状によるグレートブリテン貴族爵位)
- (サリー州における西クランドンの)第12代準男爵 (12th Baronet "of West Clandon in the County of Surrey")
(1660年11月21日に先行する1674年5月8日の勅許状によるイングランド準男爵位)

## 歴代当主

### オンズロー準男爵 (1674年)
- 初代準男爵サー・アーサー・オンズロー（英語版） (Sir Arthur Onslow, 1624-1688)
- 2代準男爵サー・リチャード・オンズロー (Sir Richard Onslow, 1654–1717) - 先代の息子。1716年にオンズロー男爵に叙される

### オンズロー男爵 (1716年)
- 初代オンズロー男爵リチャード・オンズロー (Richard Onslow, 1654–1717)
- 2代オンズロー男爵トマス・オンズロー (Thomas Onslow, 1679–1740) - 先代の息子
- 3代オンズロー男爵リチャード・オンズロー (Richard Onslow, 1715–1776) - 先代の息子
- 4代オンズロー男爵ジョージ・オンズロー (George Onslow, 1731–1814) - 先代のはとこ。1801年にオンズロー伯爵に創設

### オンズロー伯 (1801年)
- 初代オンズロー伯ジョージ・オンズロー (George Onslow, 1731–1814)
- 2代オンズロー伯トマス・オンズロー（英語版） (Thomas Onslow, 1754–1827) - 先代の息子
- 3代オンズロー伯アーサー・ジョージ・オンズロー（英語版） (Arthur George Onslow, 1777–1870) - 先代の息子
- 4代オンズロー伯ウィリアム・ヒラー・オンズロー (William Hillier Onslow, 1853–1911) - 先代の大甥
- 5代オンズロー伯リチャード・ウィリアム・アラン・オンズロー（英語版） (Richard William Alan Onslow, 1876–1945) - 先代の息子
- 6代オンズロー伯ウィリアム・アーサー・バンプフィルド・オンズロー（英語版） (William Arthur Bampfylde Onslow, 1913–1971) - 先代の息子
- 7代オンズロー伯マイケル・ウィリアム・コプルストン・ディロン・オンズロー (Michael William Copelstone Dillon Onslow, 1938–2011) - 先代の息子
- 8代オンズロー伯ルパート・チャールズ・ウィリアム・ブラード・オンズロー（英語版） (Rupert Charles William Bullard Onslow, 1967-)  - 先代の息子
  - 推定相続人は2代伯からの分流アンソニー・アーネスト・エドワード・オンズロー(Anthony Ernest Edward Onslow, 1955-)

## 系譜図
|  |  |  |  |                                                                   |                                                                   |                                                                   |                                                                   | アーサー・オンズロー 初代準男爵 (1624-1688)                       |                                                                   |                                                      |                                                      |                                                                         |                                                                         |                                                                         |                                                                         |                                                                         |                                                                         |                                                        |                                                        |                                                        |                                                        |  |  |                                                                   |                                                                   |                                                                   |                                                                   |                                                                   |                                                                   |  |  |  |  |  |  |  |  |  |  |  |  |  |  |  |  |
|  |  |  |  |                                                                   |                                                                   |                                                                   |                                                                   |                                                                   |                                                                   |                                                      |                                                      |                                                                         |                                                                         |                                                                         |                                                                         |                                                                         |                                                                         |                                                        |                                                        |                                                        |                                                        |  |  |                                                                   |                                                                   |                                                                   |                                                                   |                                                                   |                                                                   |  |  |  |  |  |  |  |  |  |  |  |  |  |  |  |  |
|  |  |  |  |                                                                   |                                                                   |                                                                   |                                                                   |                                                                   |                                                                   |                                                      |                                                      |                                                                         |                                                                         |                                                                         |                                                                         |                                                                         |                                                                         |                                                        |                                                        |                                                        |                                                        |  |  |                                                                   |                                                                   |                                                                   |                                                                   |                                                                   |                                                                   |  |  |  |  |  |  |  |  |  |  |  |  |  |  |  |  |
|  |  |  |  | リチャード・オンズロー 第2代準男爵 初代オンズロー男爵 (1654-1717) | リチャード・オンズロー 第2代準男爵 初代オンズロー男爵 (1654-1717) | リチャード・オンズロー 第2代準男爵 初代オンズロー男爵 (1654-1717) | リチャード・オンズロー 第2代準男爵 初代オンズロー男爵 (1654-1717) | リチャード・オンズロー 第2代準男爵 初代オンズロー男爵 (1654-1717) | リチャード・オンズロー 第2代準男爵 初代オンズロー男爵 (1654-1717) |                                                      |                                                      | フット・オンズロー (-1710)                                              | フット・オンズロー (-1710)                                              | フット・オンズロー (-1710)                                              | フット・オンズロー (-1710)                                              | フット・オンズロー (-1710)                                              | フット・オンズロー (-1710)                                              |                                                        |                                                        |                                                        |                                                        |  |  |                                                                   |                                                                   |                                                                   |                                                                   |                                                                   |                                                                   |  |  |  |  |  |  |  |  |  |  |  |  |  |  |  |  |
|  |  |  |  | リチャード・オンズロー 第2代準男爵 初代オンズロー男爵 (1654-1717) | リチャード・オンズロー 第2代準男爵 初代オンズロー男爵 (1654-1717) | リチャード・オンズロー 第2代準男爵 初代オンズロー男爵 (1654-1717) | リチャード・オンズロー 第2代準男爵 初代オンズロー男爵 (1654-1717) | リチャード・オンズロー 第2代準男爵 初代オンズロー男爵 (1654-1717) | リチャード・オンズロー 第2代準男爵 初代オンズロー男爵 (1654-1717) |                                                      |                                                      | フット・オンズロー (-1710)                                              | フット・オンズロー (-1710)                                              | フット・オンズロー (-1710)                                              | フット・オンズロー (-1710)                                              | フット・オンズロー (-1710)                                              | フット・オンズロー (-1710)                                              |                                                        |                                                        |                                                        |                                                        |  |  |                                                                   |                                                                   |                                                                   |                                                                   |                                                                   |                                                                   |  |  |  |  |  |  |  |  |  |  |  |  |  |  |  |  |
|  |  |  |  | トマス・オンズロー 第2代オンズロー男爵 (1679-1740)                | トマス・オンズロー 第2代オンズロー男爵 (1679-1740)                | トマス・オンズロー 第2代オンズロー男爵 (1679-1740)                | トマス・オンズロー 第2代オンズロー男爵 (1679-1740)                | トマス・オンズロー 第2代オンズロー男爵 (1679-1740)                | トマス・オンズロー 第2代オンズロー男爵 (1679-1740)                |                                                      |                                                      | アーサー・オンズロー (1691-1768)                                        | アーサー・オンズロー (1691-1768)                                        | アーサー・オンズロー (1691-1768)                                        | アーサー・オンズロー (1691-1768)                                        | アーサー・オンズロー (1691-1768)                                        | アーサー・オンズロー (1691-1768)                                        |                                                        |                                                        |                                                        |                                                        |  |  |                                                                   |                                                                   |                                                                   |                                                                   |                                                                   |                                                                   |  |  |  |  |  |  |  |  |  |  |  |  |  |  |  |  |
|  |  |  |  | トマス・オンズロー 第2代オンズロー男爵 (1679-1740)                | トマス・オンズロー 第2代オンズロー男爵 (1679-1740)                | トマス・オンズロー 第2代オンズロー男爵 (1679-1740)                | トマス・オンズロー 第2代オンズロー男爵 (1679-1740)                | トマス・オンズロー 第2代オンズロー男爵 (1679-1740)                | トマス・オンズロー 第2代オンズロー男爵 (1679-1740)                |                                                      |                                                      | アーサー・オンズロー (1691-1768)                                        | アーサー・オンズロー (1691-1768)                                        | アーサー・オンズロー (1691-1768)                                        | アーサー・オンズロー (1691-1768)                                        | アーサー・オンズロー (1691-1768)                                        | アーサー・オンズロー (1691-1768)                                        |                                                        |                                                        |                                                        |                                                        |  |  |                                                                   |                                                                   |                                                                   |                                                                   |                                                                   |                                                                   |  |  |  |  |  |  |  |  |  |  |  |  |  |  |  |  |
|  |  |  |  | リチャード・オンズロー 第3代オンズロー男爵 (1715-1776)            | リチャード・オンズロー 第3代オンズロー男爵 (1715-1776)            | リチャード・オンズロー 第3代オンズロー男爵 (1715-1776)            | リチャード・オンズロー 第3代オンズロー男爵 (1715-1776)            | リチャード・オンズロー 第3代オンズロー男爵 (1715-1776)            | リチャード・オンズロー 第3代オンズロー男爵 (1715-1776)            |                                                      |                                                      | ジョージ・オンズロー 第4代オンズロー男爵 初代オンズロー伯爵 (1731-1814) | ジョージ・オンズロー 第4代オンズロー男爵 初代オンズロー伯爵 (1731-1814) | ジョージ・オンズロー 第4代オンズロー男爵 初代オンズロー伯爵 (1731-1814) | ジョージ・オンズロー 第4代オンズロー男爵 初代オンズロー伯爵 (1731-1814) | ジョージ・オンズロー 第4代オンズロー男爵 初代オンズロー伯爵 (1731-1814) | ジョージ・オンズロー 第4代オンズロー男爵 初代オンズロー伯爵 (1731-1814) |                                                        |                                                        |                                                        |                                                        |  |  |                                                                   |                                                                   |                                                                   |                                                                   |                                                                   |                                                                   |  |  |  |  |  |  |  |  |  |  |  |  |  |  |  |  |
|  |  |  |  | リチャード・オンズロー 第3代オンズロー男爵 (1715-1776)            | リチャード・オンズロー 第3代オンズロー男爵 (1715-1776)            | リチャード・オンズロー 第3代オンズロー男爵 (1715-1776)            | リチャード・オンズロー 第3代オンズロー男爵 (1715-1776)            | リチャード・オンズロー 第3代オンズロー男爵 (1715-1776)            | リチャード・オンズロー 第3代オンズロー男爵 (1715-1776)            |                                                      |                                                      | ジョージ・オンズロー 第4代オンズロー男爵 初代オンズロー伯爵 (1731-1814) | ジョージ・オンズロー 第4代オンズロー男爵 初代オンズロー伯爵 (1731-1814) | ジョージ・オンズロー 第4代オンズロー男爵 初代オンズロー伯爵 (1731-1814) | ジョージ・オンズロー 第4代オンズロー男爵 初代オンズロー伯爵 (1731-1814) | ジョージ・オンズロー 第4代オンズロー男爵 初代オンズロー伯爵 (1731-1814) | ジョージ・オンズロー 第4代オンズロー男爵 初代オンズロー伯爵 (1731-1814) |                                                        |                                                        |                                                        |                                                        |  |  |                                                                   |                                                                   |                                                                   |                                                                   |                                                                   |                                                                   |  |  |  |  |  |  |  |  |  |  |  |  |  |  |  |  |
|  |  |  |  |                                                                   |                                                                   |                                                                   |                                                                   |                                                                   |                                                                   |                                                      |                                                      | トマス・オンズロー 第2代オンズロー伯爵 (1754-1827)                      |                                                                         |                                                                         |                                                                         |                                                                         |                                                                         |                                                        |                                                        |                                                        |                                                        |  |  |                                                                   |                                                                   |                                                                   |                                                                   |                                                                   |                                                                   |  |  |  |  |  |  |  |  |  |  |  |  |  |  |  |  |
|  |  |  |  |                                                                   |                                                                   |                                                                   |                                                                   |                                                                   |                                                                   |                                                      |                                                      |                                                                         |                                                                         |                                                                         |                                                                         |                                                                         |                                                                         |                                                        |                                                        |                                                        |                                                        |  |  |                                                                   |                                                                   |                                                                   |                                                                   |                                                                   |                                                                   |  |  |  |  |  |  |  |  |  |  |  |  |  |  |  |  |
|  |  |  |  |                                                                   |                                                                   |                                                                   |                                                                   |                                                                   |                                                                   |                                                      |                                                      |                                                                         |                                                                         |                                                                         |                                                                         |                                                                         |                                                                         |                                                        |                                                        |                                                        |                                                        |  |  |                                                                   |                                                                   |                                                                   |                                                                   |                                                                   |                                                                   |  |  |  |  |  |  |  |  |  |  |  |  |  |  |  |  |
|  |  |  |  |                                                                   |                                                                   |                                                                   |                                                                   | アーサー・オンズロー 第3代オンズロー伯爵 (1777-1870)              | アーサー・オンズロー 第3代オンズロー伯爵 (1777-1870)              | アーサー・オンズロー 第3代オンズロー伯爵 (1777-1870) | アーサー・オンズロー 第3代オンズロー伯爵 (1777-1870) | アーサー・オンズロー 第3代オンズロー伯爵 (1777-1870)                    | アーサー・オンズロー 第3代オンズロー伯爵 (1777-1870)                    |                                                                         |                                                                         | トマス・オンズロー (1778-1861)                                          | トマス・オンズロー (1778-1861)                                          | トマス・オンズロー (1778-1861)                         | トマス・オンズロー (1778-1861)                         | トマス・オンズロー (1778-1861)                         | トマス・オンズロー (1778-1861)                         |  |  |                                                                   |                                                                   |                                                                   |                                                                   |                                                                   |                                                                   |  |  |  |  |  |  |  |  |  |  |  |  |  |  |  |  |
|  |  |  |  |                                                                   |                                                                   |                                                                   |                                                                   | アーサー・オンズロー 第3代オンズロー伯爵 (1777-1870)              | アーサー・オンズロー 第3代オンズロー伯爵 (1777-1870)              | アーサー・オンズロー 第3代オンズロー伯爵 (1777-1870) | アーサー・オンズロー 第3代オンズロー伯爵 (1777-1870) | アーサー・オンズロー 第3代オンズロー伯爵 (1777-1870)                    | アーサー・オンズロー 第3代オンズロー伯爵 (1777-1870)                    |                                                                         |                                                                         | トマス・オンズロー (1778-1861)                                          | トマス・オンズロー (1778-1861)                                          | トマス・オンズロー (1778-1861)                         | トマス・オンズロー (1778-1861)                         | トマス・オンズロー (1778-1861)                         | トマス・オンズロー (1778-1861)                         |  |  |                                                                   |                                                                   |                                                                   |                                                                   |                                                                   |                                                                   |  |  |  |  |  |  |  |  |  |  |  |  |  |  |  |  |
|  |  |  |  |                                                                   |                                                                   |                                                                   |                                                                   |                                                                   |                                                                   |                                                      |                                                      |                                                                         |                                                                         |                                                                         |                                                                         |                                                                         |                                                                         |                                                        |                                                        |                                                        |                                                        |  |  |                                                                   |                                                                   |                                                                   |                                                                   |                                                                   |                                                                   |  |  |  |  |  |  |  |  |  |  |  |  |  |  |  |  |
|  |  |  |  |                                                                   |                                                                   |                                                                   |                                                                   |                                                                   |                                                                   |                                                      |                                                      |                                                                         |                                                                         |                                                                         |                                                                         | ジョージ・オンズロー (1813-1855)                                        | ジョージ・オンズロー (1813-1855)                                        | ジョージ・オンズロー (1813-1855)                       | ジョージ・オンズロー (1813-1855)                       | ジョージ・オンズロー (1813-1855)                       | ジョージ・オンズロー (1813-1855)                       |  |  | アーサー・エドワード・オンズロー (1815-1897)                      | アーサー・エドワード・オンズロー (1815-1897)                      | アーサー・エドワード・オンズロー (1815-1897)                      | アーサー・エドワード・オンズロー (1815-1897)                      | アーサー・エドワード・オンズロー (1815-1897)                      | アーサー・エドワード・オンズロー (1815-1897)                      |  |  |  |  |  |  |  |  |  |  |  |  |  |  |  |  |
|  |  |  |  |                                                                   |                                                                   |                                                                   |                                                                   |                                                                   |                                                                   |                                                      |                                                      |                                                                         |                                                                         |                                                                         |                                                                         | ジョージ・オンズロー (1813-1855)                                        | ジョージ・オンズロー (1813-1855)                                        | ジョージ・オンズロー (1813-1855)                       | ジョージ・オンズロー (1813-1855)                       | ジョージ・オンズロー (1813-1855)                       | ジョージ・オンズロー (1813-1855)                       |  |  | アーサー・エドワード・オンズロー (1815-1897)                      | アーサー・エドワード・オンズロー (1815-1897)                      | アーサー・エドワード・オンズロー (1815-1897)                      | アーサー・エドワード・オンズロー (1815-1897)                      | アーサー・エドワード・オンズロー (1815-1897)                      | アーサー・エドワード・オンズロー (1815-1897)                      |  |  |  |  |  |  |  |  |  |  |  |  |  |  |  |  |
|  |  |  |  |                                                                   |                                                                   |                                                                   |                                                                   |                                                                   |                                                                   |                                                      |                                                      |                                                                         |                                                                         |                                                                         |                                                                         | ウィリアム・オンズロー 第4代オンズロー伯爵 (1853-1911)                  | ウィリアム・オンズロー 第4代オンズロー伯爵 (1853-1911)                  | ウィリアム・オンズロー 第4代オンズロー伯爵 (1853-1911) | ウィリアム・オンズロー 第4代オンズロー伯爵 (1853-1911) | ウィリアム・オンズロー 第4代オンズロー伯爵 (1853-1911) | ウィリアム・オンズロー 第4代オンズロー伯爵 (1853-1911) |  |  | アーサー・エドワード・オンズロー (1862-1927)                      | アーサー・エドワード・オンズロー (1862-1927)                      | アーサー・エドワード・オンズロー (1862-1927)                      | アーサー・エドワード・オンズロー (1862-1927)                      | アーサー・エドワード・オンズロー (1862-1927)                      | アーサー・エドワード・オンズロー (1862-1927)                      |  |  |  |  |  |  |  |  |  |  |  |  |  |  |  |  |
|  |  |  |  |                                                                   |                                                                   |                                                                   |                                                                   |                                                                   |                                                                   |                                                      |                                                      |                                                                         |                                                                         |                                                                         |                                                                         | ウィリアム・オンズロー 第4代オンズロー伯爵 (1853-1911)                  | ウィリアム・オンズロー 第4代オンズロー伯爵 (1853-1911)                  | ウィリアム・オンズロー 第4代オンズロー伯爵 (1853-1911) | ウィリアム・オンズロー 第4代オンズロー伯爵 (1853-1911) | ウィリアム・オンズロー 第4代オンズロー伯爵 (1853-1911) | ウィリアム・オンズロー 第4代オンズロー伯爵 (1853-1911) |  |  | アーサー・エドワード・オンズロー (1862-1927)                      | アーサー・エドワード・オンズロー (1862-1927)                      | アーサー・エドワード・オンズロー (1862-1927)                      | アーサー・エドワード・オンズロー (1862-1927)                      | アーサー・エドワード・オンズロー (1862-1927)                      | アーサー・エドワード・オンズロー (1862-1927)                      |  |  |  |  |  |  |  |  |  |  |  |  |  |  |  |  |
|  |  |  |  |                                                                   |                                                                   |                                                                   |                                                                   |                                                                   |                                                                   |                                                      |                                                      |                                                                         |                                                                         |                                                                         |                                                                         | リチャード・オンズロー 第5代オンズロー伯爵 (1876-1945)                  | リチャード・オンズロー 第5代オンズロー伯爵 (1876-1945)                  | リチャード・オンズロー 第5代オンズロー伯爵 (1876-1945) | リチャード・オンズロー 第5代オンズロー伯爵 (1876-1945) | リチャード・オンズロー 第5代オンズロー伯爵 (1876-1945) | リチャード・オンズロー 第5代オンズロー伯爵 (1876-1945) |  |  | ヴィヴィアン・オンズロー (1888-1979)                              | ヴィヴィアン・オンズロー (1888-1979)                              | ヴィヴィアン・オンズロー (1888-1979)                              | ヴィヴィアン・オンズロー (1888-1979)                              | ヴィヴィアン・オンズロー (1888-1979)                              | ヴィヴィアン・オンズロー (1888-1979)                              |  |  |  |  |  |  |  |  |  |  |  |  |  |  |  |  |
|  |  |  |  |                                                                   |                                                                   |                                                                   |                                                                   |                                                                   |                                                                   |                                                      |                                                      |                                                                         |                                                                         |                                                                         |                                                                         | リチャード・オンズロー 第5代オンズロー伯爵 (1876-1945)                  | リチャード・オンズロー 第5代オンズロー伯爵 (1876-1945)                  | リチャード・オンズロー 第5代オンズロー伯爵 (1876-1945) | リチャード・オンズロー 第5代オンズロー伯爵 (1876-1945) | リチャード・オンズロー 第5代オンズロー伯爵 (1876-1945) | リチャード・オンズロー 第5代オンズロー伯爵 (1876-1945) |  |  | ヴィヴィアン・オンズロー (1888-1979)                              | ヴィヴィアン・オンズロー (1888-1979)                              | ヴィヴィアン・オンズロー (1888-1979)                              | ヴィヴィアン・オンズロー (1888-1979)                              | ヴィヴィアン・オンズロー (1888-1979)                              | ヴィヴィアン・オンズロー (1888-1979)                              |  |  |  |  |  |  |  |  |  |  |  |  |  |  |  |  |
|  |  |  |  |                                                                   |                                                                   |                                                                   |                                                                   |                                                                   |                                                                   |                                                      |                                                      |                                                                         |                                                                         |                                                                         |                                                                         | ウィリアム・オンズロー 第6代オンズロー伯爵 (1913-1971)                  | ウィリアム・オンズロー 第6代オンズロー伯爵 (1913-1971)                  | ウィリアム・オンズロー 第6代オンズロー伯爵 (1913-1971) | ウィリアム・オンズロー 第6代オンズロー伯爵 (1913-1971) | ウィリアム・オンズロー 第6代オンズロー伯爵 (1913-1971) | ウィリアム・オンズロー 第6代オンズロー伯爵 (1913-1971) |  |  | アーサー・チャールズ・オンズロー (1920-)                          | アーサー・チャールズ・オンズロー (1920-)                          | アーサー・チャールズ・オンズロー (1920-)                          | アーサー・チャールズ・オンズロー (1920-)                          | アーサー・チャールズ・オンズロー (1920-)                          | アーサー・チャールズ・オンズロー (1920-)                          |  |  |  |  |  |  |  |  |  |  |  |  |  |  |  |  |
|  |  |  |  |                                                                   |                                                                   |                                                                   |                                                                   |                                                                   |                                                                   |                                                      |                                                      |                                                                         |                                                                         |                                                                         |                                                                         | ウィリアム・オンズロー 第6代オンズロー伯爵 (1913-1971)                  | ウィリアム・オンズロー 第6代オンズロー伯爵 (1913-1971)                  | ウィリアム・オンズロー 第6代オンズロー伯爵 (1913-1971) | ウィリアム・オンズロー 第6代オンズロー伯爵 (1913-1971) | ウィリアム・オンズロー 第6代オンズロー伯爵 (1913-1971) | ウィリアム・オンズロー 第6代オンズロー伯爵 (1913-1971) |  |  | アーサー・チャールズ・オンズロー (1920-)                          | アーサー・チャールズ・オンズロー (1920-)                          | アーサー・チャールズ・オンズロー (1920-)                          | アーサー・チャールズ・オンズロー (1920-)                          | アーサー・チャールズ・オンズロー (1920-)                          | アーサー・チャールズ・オンズロー (1920-)                          |  |  |  |  |  |  |  |  |  |  |  |  |  |  |  |  |
|  |  |  |  |                                                                   |                                                                   |                                                                   |                                                                   |                                                                   |                                                                   |                                                      |                                                      |                                                                         |                                                                         |                                                                         |                                                                         | マイケル・オンズロー 第7代オンズロー伯爵 (1938-2011)                    | マイケル・オンズロー 第7代オンズロー伯爵 (1938-2011)                    | マイケル・オンズロー 第7代オンズロー伯爵 (1938-2011)   | マイケル・オンズロー 第7代オンズロー伯爵 (1938-2011)   | マイケル・オンズロー 第7代オンズロー伯爵 (1938-2011)   | マイケル・オンズロー 第7代オンズロー伯爵 (1938-2011)   |  |  | アンソニー・アーネスト・エドワード・オンズロー (1955-) 推定相続人 | アンソニー・アーネスト・エドワード・オンズロー (1955-) 推定相続人 | アンソニー・アーネスト・エドワード・オンズロー (1955-) 推定相続人 | アンソニー・アーネスト・エドワード・オンズロー (1955-) 推定相続人 | アンソニー・アーネスト・エドワード・オンズロー (1955-) 推定相続人 | アンソニー・アーネスト・エドワード・オンズロー (1955-) 推定相続人 |  |  |  |  |  |  |  |  |  |  |  |  |  |  |  |  |
|  |  |  |  |                                                                   |                                                                   |                                                                   |                                                                   |                                                                   |                                                                   |                                                      |                                                      |                                                                         |                                                                         |                                                                         |                                                                         | マイケル・オンズロー 第7代オンズロー伯爵 (1938-2011)                    | マイケル・オンズロー 第7代オンズロー伯爵 (1938-2011)                    | マイケル・オンズロー 第7代オンズロー伯爵 (1938-2011)   | マイケル・オンズロー 第7代オンズロー伯爵 (1938-2011)   | マイケル・オンズロー 第7代オンズロー伯爵 (1938-2011)   | マイケル・オンズロー 第7代オンズロー伯爵 (1938-2011)   |  |  | アンソニー・アーネスト・エドワード・オンズロー (1955-) 推定相続人 | アンソニー・アーネスト・エドワード・オンズロー (1955-) 推定相続人 | アンソニー・アーネスト・エドワード・オンズロー (1955-) 推定相続人 | アンソニー・アーネスト・エドワード・オンズロー (1955-) 推定相続人 | アンソニー・アーネスト・エドワード・オンズロー (1955-) 推定相続人 | アンソニー・アーネスト・エドワード・オンズロー (1955-) 推定相続人 |  |  |  |  |  |  |  |  |  |  |  |  |  |  |  |  |
|  |  |  |  |                                                                   |                                                                   |                                                                   |                                                                   |                                                                   |                                                                   |                                                      |                                                      |                                                                         |                                                                         |                                                                         |                                                                         | ルパート・オンズロー 第8代オンズロー伯爵 (1967-)                        |                                                                         |                                                        |                                                        |                                                        |                                                        |  |  |                                                                   |                                                                   |                                                                   |                                                                   |                                                                   |                                                                   |  |  |  |  |  |  |  |  |  |  |  |  |  |  |  |  |